# Carlos Betancourt
Carlos Bentancourt (10 novembre 1957) è un ex calciatore venezuelano, di ruolo difensore.

## Carriera

### Club
Ha sempre giocato nel campionato venezuelano.

### Nazionale
Con la maglia della Nazionale ha giocato 7 partite, tra il 1983 e il 1989.